# 파비안느에 관한 진실
《파비안느에 관한 진실》(프랑스어: La vérité)은 2019년 개봉한 프랑스, 일본의 드라마 영화이다. 고레에다 히로카즈가 감독과 각본을 맡았다. 제76회 베네치아 영화제 개막작이자, 황금사자상 경쟁 후보작이다.